# تعريف المصدر المفتوح
تعريف المصدر المفتوح هي وثيقة نشرت من قبل مبادرة المصدر المفتوح لتحديد ما إذا كان أحد تراخيص البرمجيات يمكن أن يوصف بالمفتوح المصدر.
كتب الوثيقة في المقام الأول بروس بيرنز، واستند على تعريف إرشادات دبيان للبرمجيات الحرة في كتابتها.